# 十胜节

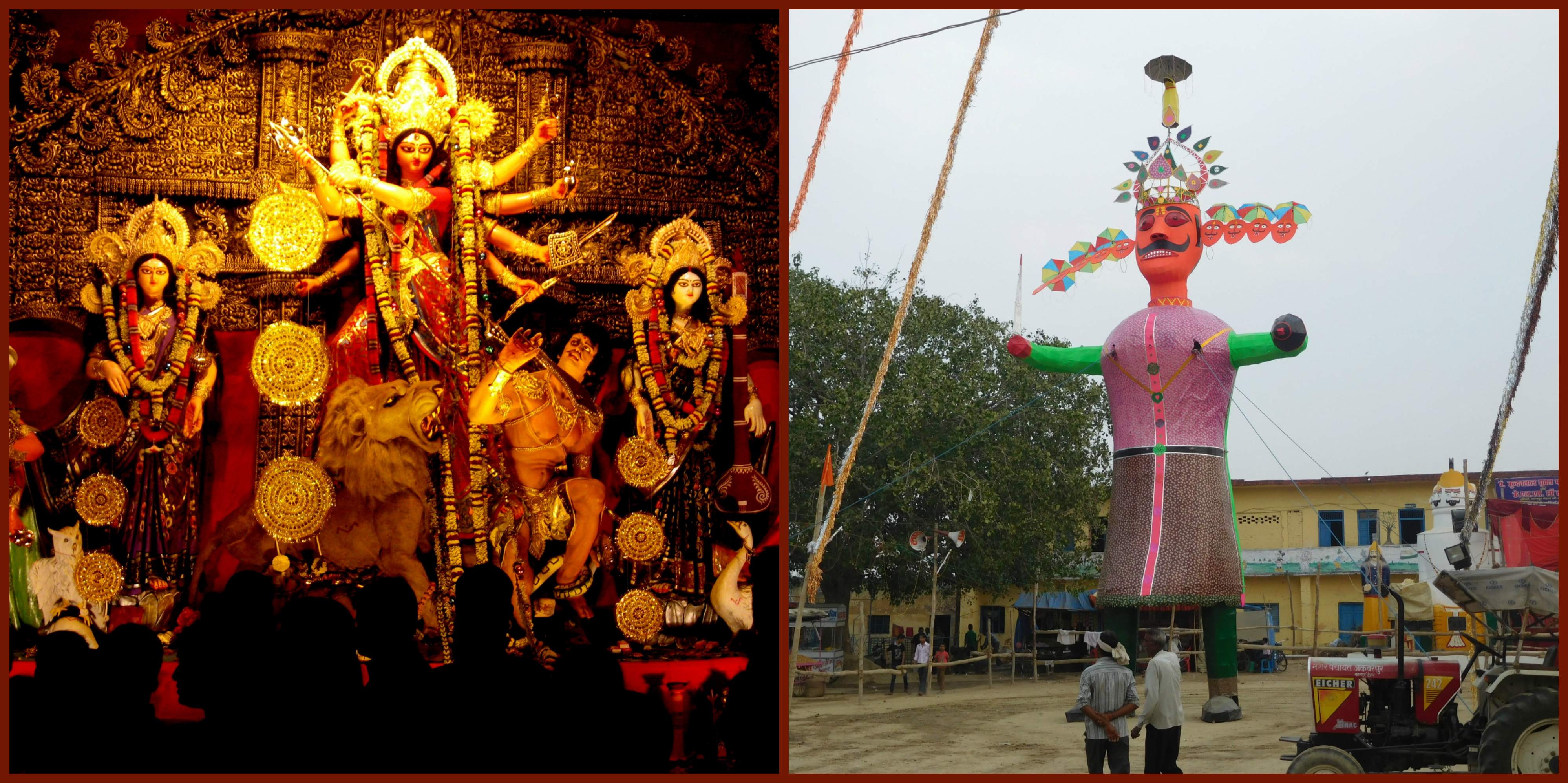
十胜节仪式

十胜节（羅馬化：Vijayadaśamī，也叫做Dussehra、Dasara、Dashain）是印度教的一个节日，每年在九夜節结束时庆祝，通常为公历九月和十月间。
在印度次大陆的不同地区，十胜节的庆祝原因不尽相同。在印度南部、东部、东北部和北部的一些地方（称为Vijayadashami），十胜节是纪念难近母战胜恶魔摩西娑苏罗。在北部、中部和西部各邦（叫做Dussehra、Dasara、Dashahara），它是为了纪念羅摩战胜罗波那。
十胜节在印度南部等地的庆祝活动为人们携带着难近母、吉祥天女、辩才天女、象头神或室建陀的雕像，伴随着音乐，前往河边或海边将雕像浸入水中。在北部等地，活动内容主要是烧毁象征邪恶的罗波那的雕像。该节日结束后，人们开始准备排灯节，这在十胜节后20天庆祝。

## 词源
() 来自（直译：胜利的）和（直译：第十）。
Dussehra则是的变体，来自 (直译：第十）和（直译：天）。